# 学則路駅
座標: 北緯32度5分29秒 東経118度55分1秒 / 北緯32.09139度 東経118.91694度
学則路駅（がくそくろ-えき）は中華人民共和国江蘇省南京市棲霞区仙林大道の北側にある、南京地下鉄の駅である。

## 駅構造
- 島式ホーム1面2線の高架駅。
- 総建築面積は5109平方メートル。

| 上り | ■2号線 | 新街口・元通・油坊橋方面 |
| 下り | ■2号線 | 経天路方面               |

## 駅周辺
- 南京師範大学仙林キャンパス
- 応天職業技術学院
- 亜東城

## 歴史
- 2010年5月28日 - 開業[1]。

## 隣の駅
南京地下鉄
■2号線
仙鶴門駅 - 学則路駅 - 仙林中心駅